# Yari Otto
Yari Otto (* 27. Mai 1999 in Wolfsburg) ist ein deutscher Fußballspieler. Der Mittelstürmer steht seit 2022 beim SC Verl unter Vertrag.

## Karriere

### Verein
Der gebürtige Wolfsburger begann mit dem Fußballspielen bei der TSG Mörse im gleichnamigen Wolfsburger Stadtteil. Über die Jugendmannschaften des VfL Wolfsburg kam er zur Drittligasaison 2018/19 zur ersten Mannschaft des Lokalrivalen Eintracht Braunschweig. Sein Debüt als Profi gab am zweiten Spieltag bei Hansa Rostock, als er in der 85. Minute für Frederik Tingager eingewechselt wurde. Das Spiel wurde mit 0:2 verloren. Am Ende der Saison 2019/20 stieg er dann mit dem Verein in die 2. Bundesliga auf. Zwar stieg die Eintracht direkt wieder ab, schaffte aber in der folgenden Saison 2021/22 den erneuten Aufstieg in die 2. Bundesliga. Am 1. September 2022 wechselte Yari Otto zum Drittligisten SC Verl. Im Sommer 2023 verlängerte er seinen Vertrag in Verl.

### Nationalmannschaft
Bei der U-17-EM 2016 in Aserbaidschan erreichte Yari Otto mit der DFB-Auswahl das Halbfinale. Er absolvierte alle fünf Spiele und erzielte dabei drei Tore, wodurch er gemeinsam mit seinem Teamkollegen Renat Dadashov Platz drei der Torschützenliste belegte. Am 12. Oktober 2018 spielte er mit der deutschen U-20 gegen die Niederlande und somit erstmals in einer Herren-Nationalmannschaft.

## Erfolge
- Aufstieg in die 2. Bundesliga: 2020
- U-19-Niedersachsenpokalsieger: 2017, 2018

## Privates
Sein Zwillingsbruder Nick stand bis Sommer 2020 ebenfalls bei Braunschweig unter Vertrag. Ihr Vater Uwe, ehemaliger Verteidiger bei Wolfsburg, ist Trainer bei Yaris Jugendklub TSG Mörse.
Eine Langzeitbeobachtung der Familie wurde im Rahmen der Sendereihe 45 Min am 24. September 2018 im NDR ausgestrahlt und 2021 in der Doku Fußballprofi – Traum und Wirklichkeit fortgesetzt.